# The Lucifer Complex
The Lucifer Complex is een film uit 1978. De film gaat over een geheim agent (Vaughn) die een groep nazi's moet stoppen die de wereld willen overnemen met klonen. De film was al in 1976 klaar maar werd pas twee jaar later direct op tv uitgezonden. Hij kreeg toen veel kritiek omdat hij werd uitgegeven rond dezelfde tijd als The Boys from Brazil. De film bevindt zich in het publiek domein.